# Manduchaj
Manduchaj Chátún (mongolsky: Мандухай хатан, čínsky: 满 都 海哈 屯; pinyin: Mǎndūhǎi Hātún), také  Manduchaj Secen Chátún (mongolsky Мандухай сэцэн хатан, neboli královna Manduchaj Moudrá), (c. 1449–1510) byla chátún (šlechtický titul, ženská alternativa k „chánovi“) v Severním Jüanu v Mongolsku. Spolu se svým manželem Dajan-chánem opět sjednotila znepřátelené mongolské kmeny.

## Mládí
Manduchaj byla jedinou dcerou Chorosbaje, čingsanga (velkého rádce) z kmene Ongudů ve východním Mongolsku. Její rodina byla aristokratická. V 18 letech se provdala za Manduul-chána, který vládl Mongolské říši v letech 1473–1479 a kterému porodila dceru. Manduchaj byla tímto upřednostněna před Jungin Chabartu, neplodnou první ženou Manduul-chána.
Po zavraždění Manduul-chána v roce 1479 jeho vlastním rádcem Eslem, špiónem dynastie Ming, zůstal trůn bez dědice. Manduchaj se přestala skrývat a adoptovala sedmiletého sirotka Bátú Möngkeho, syna zesnulého Bajan Möngkeho z kmene Bordžiginů, přímého potomka Čingischána. Manduchaj prohlásila Bátú Möngkeho posledním žijícím potomkem Čingischána, Dajan-chánem, a odmítla sňatek nabídnutý mocným šlechticem Unuboldem. I přesto zůstal Unubold, jakožto potomek mladšího bratra Čingischána Hasara, věrný Manduchaj a malému chánovi.

## Vládkyně Mongolska
Manduchaj velela Mongolům ve válce proti Ojratům (kmen ze západní části Mongolska), které porazila. Po letech utlačování a válčení s tímto západním kmenem Manduchaj a Dajan-chán potrestali Ojraty ustanovením těchto zákonů:
- Hřebeny přileb nesmí překročit délku dvou prstů
- Maso jezte bez nože
- Nenazývejte vaše ger (jurty) ordonem („palácem“)
- Před chánem klečte na kolenou

Kmen Ojratů přijal vše až na druhé pravidlo. Její ohromující vítězství nad Ojraty jí vrátilo respekt Bordžiginů (Altan Urug – říšský klan Čingischána a jeho následovníků).
Když Bátú Möngke dosáhl devatenácti let, Manduchaj se za něj vdala, a tím převzala úplnou kontrolu nad Mongoly. Kmen Ojratů se znovu vzbouřil proti východním Mongolům a Manduchaj musela proti nim znovu vést svou armádu. Během bojů byla těhotná, ale i přesto bojovala. Po jedné dlouhé bitvě porodila chlapce dvojčata. Západní Mongolové byli opět pokořeni.
Od roku 1480 Dajan-chán a Manduchaj zvýšili tlak na teritorium čínské dynastie Ming, protože byli až příliš blízko mongolských hranic a také zabili mongolského velvyslance. K zastavení Manduchaj a Dajan-chána dynastie Ming rychle dostavěla Velkou zeď. Dynastie Ming také začala používat nové střelné a palné zbraně k zastavení jejich vojsk a v oblasti Ordos rozmístila vojáky, aby hlídali Čínu. Manduchaj a Dajan-chán přesto pokračovali s nájezdy na říši dynastie Ming.

## Konec života
Manduchaj zemřela v roce 1510. Podle nejvěrohodnějších zdrojů zemřela přirozenou smrtí. Některé legendy však tvrdí, že byla zavražděna dvojitým agentem dynastie Ming nebo jednou z manželových konkubín. Stejně jako hrob Čingischána a dalších velkých chánů nebyl ani její hrob nikdy nalezen.